# Homoeocera acuminata
Homoeocera acuminata är en fjärilsart som beskrevs av Walker 1856. Homoeocera acuminata ingår i släktet Homoeocera och familjen björnspinnare. Inga underarter finns listade i Catalogue of Life.